# Гурина, Ольга Ивановна
О́льга Ива́новна Гу́рина (род. 17 августа 1967) — российский учёный, врач, специалист по иммунохимии и нейроиммунологии. Доктор медицинских наук. Профессор РАН, член-корреспондент РАН (оба звания с 2016), член Бюро секции медико-биологических наук отделения медицинских наук РАН.
Руководитель лаборатории нейрохимии Отдела фундаментальной и прикладной нейробиологии Федерального медицинского исследовательского центра психиатрии и наркологии им. В. П. Сербского министерства здравоохранения Российской Федерации.
Кандидатская диссертация: «Клинико-иммунохимическая оценка нарушений функций гематоэнцефалического барьера у недоношенных детей с перинатальными поражениями ЦНС». Докторская диссертация: «Моноклональные антитела к нейроспецифическим белкам (НСБ). Получение, иммунохимический анализ, исследование гематоэнцефалического барьера» — защищена в РУДН.
Автор более 170 научных работ, монографии и 9 авторских свидетельств и патентов. 
Под началом О. И. Гуриной защищены 1 докторская и 8 кандидатских диссертаций.
Заместитель председателя экспертного совета ВАК по медико-биологическим и фармацевтическим наукам. Член диссовета РНИМУ им. Н. И. Пирогова Д 208.072.14 по специальностям «биофизика» и «биохимия». 